# アメリカヒレアシ
アメリカヒレアシ(学名：Heliornis fulica) は、ツル目ヒレアシ科に分類される鳥類の一種である。本種のみでアメリカヒレアシ属を形成する。

## 分布
メキシコ南部から、ボリビア東部、パラグアイ、アルゼンチン北部までに分布する。

## 形態
体長約30cm。ヒレアシ科の中で最小の種である。

## 生態
森林内の河川や湖沼の水面や岸に生息する。雄は縄張りを作って生活する。
小型の節足動物、両生類、魚類などを食べる。
水辺の樹上や茂みに営巣し、小枝やアシの茎などを集めて皿状の巣を作る。1腹2個の卵を産む。抱卵期間は約12日で、雌のみが抱卵する。